# Torschenknock
Torschenknock ist ein Gemeindeteil der Gemeinde Guttenberg im Landkreis Kulmbach (Oberfranken, Bayern). Torschenknock liegt in der Gemarkung Guttenberg.

## Geografie
Die Einöde liegt auf einer kleinen Anhöhe, die im Westen ins Tal des Wolfsbaches abfällt. Im Osten schließen sich weitere Anhöhen an, die zum Frankenwald zählen. Eine Gemeindeverbindungsstraße führt nach Kaltenstauden (0,4 km nordöstlich) bzw. nach Streichenreuth (0,4 km südlich).

## Geschichte
Der Ort wurde in einem Lehensbrief aus dem Nachlass des Hans Ernst von Guttenberg vom 24. Oktober 1769 erstmals erwähnt. Knock bedeutet kleiner Hügel.
Gegen Ende des 18. Jahrhunderts bestand Torschenknock aus einem Anwesen. Das Hochgericht übte das Burggericht Guttenberg aus. Es hatte ggf. an das bambergische Centamt Marktschorgast auszuliefern. Die Grundherrschaft über das Gut hatte das Burggericht Guttenberg.
Mit dem Gemeindeedikt wurde Torschenknock dem 1812 gebildeten Steuerdistrikt Guttenberg und der im selben Jahr gebildeten Gemeinde Guttenberg zugewiesen.

### Einwohnerentwicklung
| Jahr      | 001818 | 001819 | 001861 | 001871 | 001885 | 001900 | 001925 | 001950 | 001961 | 001970 | 001987 |
| Einwohner |        | 3      | 8      | 9      | 7      | 8      | 7      | 5      | 3      | 3      | 3      |
| Häuser    | 1      |        |        |        | 1      | 1      | 1      | 1      | 1      |        | 1      |
| Quelle    | [ 7 ]  | [ 9 ]  | [ 10 ] | [ 11 ] | [ 12 ] | [ 13 ] | [ 14 ] | [ 15 ] | [ 16 ] | [ 17 ] | [ 1 ]  |

## Religion
Die Katholiken sind nach St. Jakobus der Jüngere (Guttenberg) gepfarrt, die Protestanten nach St. Georg (Guttenberg).